# Vitbrynad siska
Vitbrynad siska (Crithagra gularis) är en fågel i familjen finkar inom ordningen tättingar.

## Utseende och läte
Vitbrynad siska är en färglöst brun fink med ljust ögonbrynsstreck och ljus undersida. Den är lik vitstrupig siska, men ögonbrynsstrecket är tydligare och övergumpen brun snarare än gulaktig. Även svartkindad siska är lik, men har brunare rygg, mer dämpade mörka öronteckningar och mindre streckning på bröstet. Sången är en gladlynt och energisk blandning av upprepade toner.

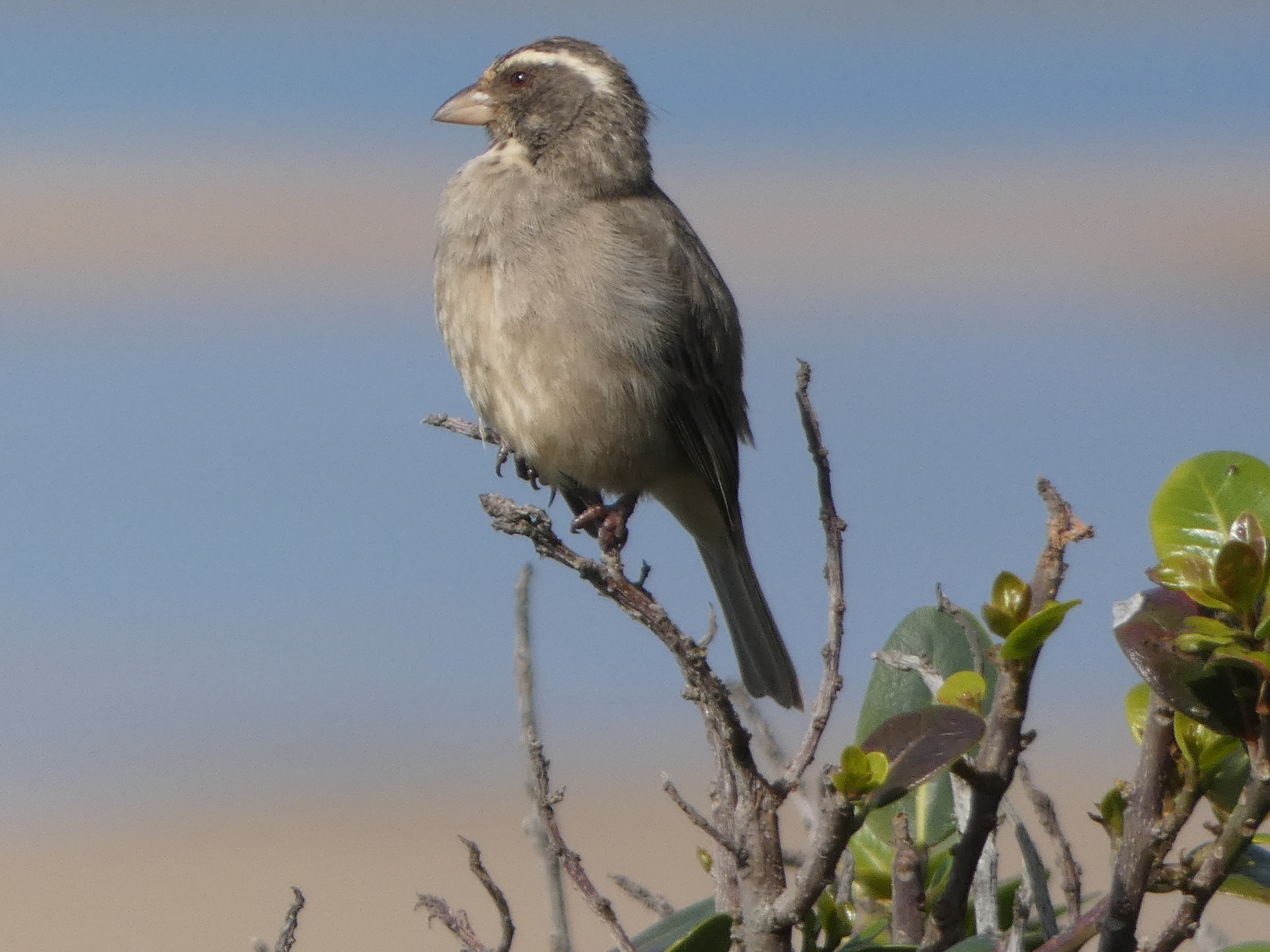

## Utbredning och systematik
Vitbrynad siska förekommer i södra Afrika. Den delas in i fem underarter med följande utbredning:
- Crithagra gularis benguellensis – centrala Angola, västra Zambia och nordöstra Namibia
- Crithagra gularis endemion – södra Moçambique och östra Sydafrika
- Crithagra gularis gularis – sydöstra Botswana och norra Sydafrika
- Crithagra gularis humilis – södra Sydafrika
- Crithagra gularis mendosa – nordöstra Botswana, Zimbabwe och nordvästra Moçambique

Västafrikansk siska (Crithagra canicapilla) behandlades tidigare som underart till vitbrynad siska.

### Släktestillhörighet
Tidigare placerades den i släktet Serinus, men DNA-studier visar att den liksom ett stort antal afrikanska arter endast är avlägset släkt med t.ex. gulhämpling (S. serinus).

## Status
Arten har ett stort utbredningsområde och beståndet anses stabilt. Internationella naturvårdsunionen IUCN listar den därför som livskraftig (LC).